# 370 TCN
370 TCN là một năm trong lịch La Mã.